# Daj mi buzi
Daj mi buzi (polska för "Ge mig kyss") är en dokumentärfilm regisserad av Per-Anders Ring. Filmen är ett bittert porträtt av ett ungt äktenskap mellan Daria och Andrzej. Inte långt efter de fått en dotter, insåg de att deras äktenskap bara var ett misslyckande. Daria försöker med dagliga undanflykter tillsammans med sin dotter Nunia då äktenskapet raserar. Daj mi buzi (engelsk titel Kiss me) fick stor uppståndelse när den visades i Polen året 2002. Denna svartvita dokumentär visades inte mindre än tre gånger på polska tv-kanaler. Utöver detta besökte filmen kontinuerligt filmfestivaler runt om i världen.